# Psilotreta daktylos
Psilotreta daktylos là một loài Trichoptera trong họ Odontoceridae. Chúng phân bố ở miền Cổ bắc.